# Ammocète
L'ammocète est le nom donné à la lamproie au stade larvaire. Avant la métamorphose en adulte et la migration en mer pour certaines espèces, il vit deux à cinq ans en eau douce,.

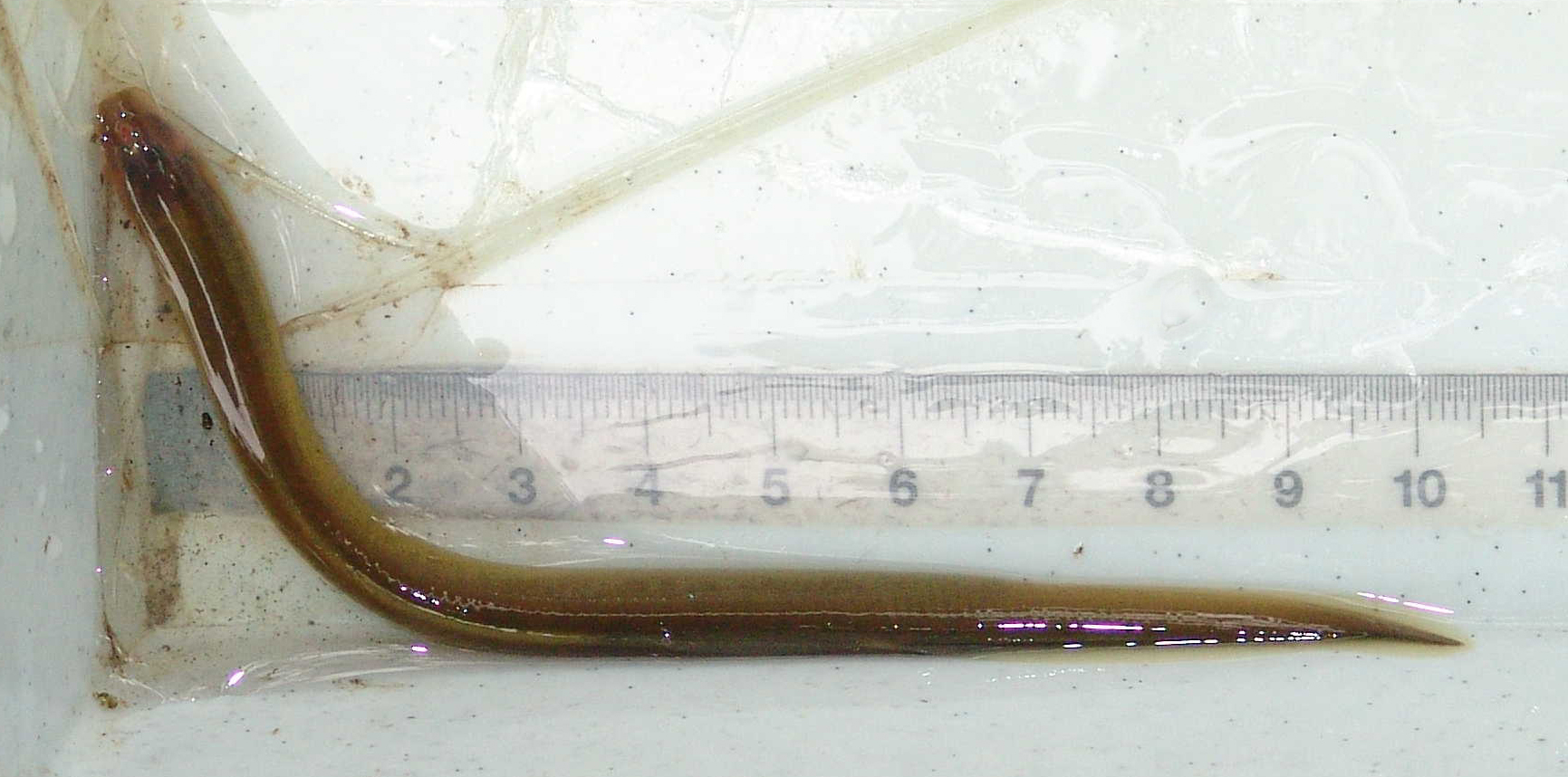
Ammocète de Lamproie de Planer (Lampetra planeri) pêché (de) dans le Sprée, près de Friedersdorf.
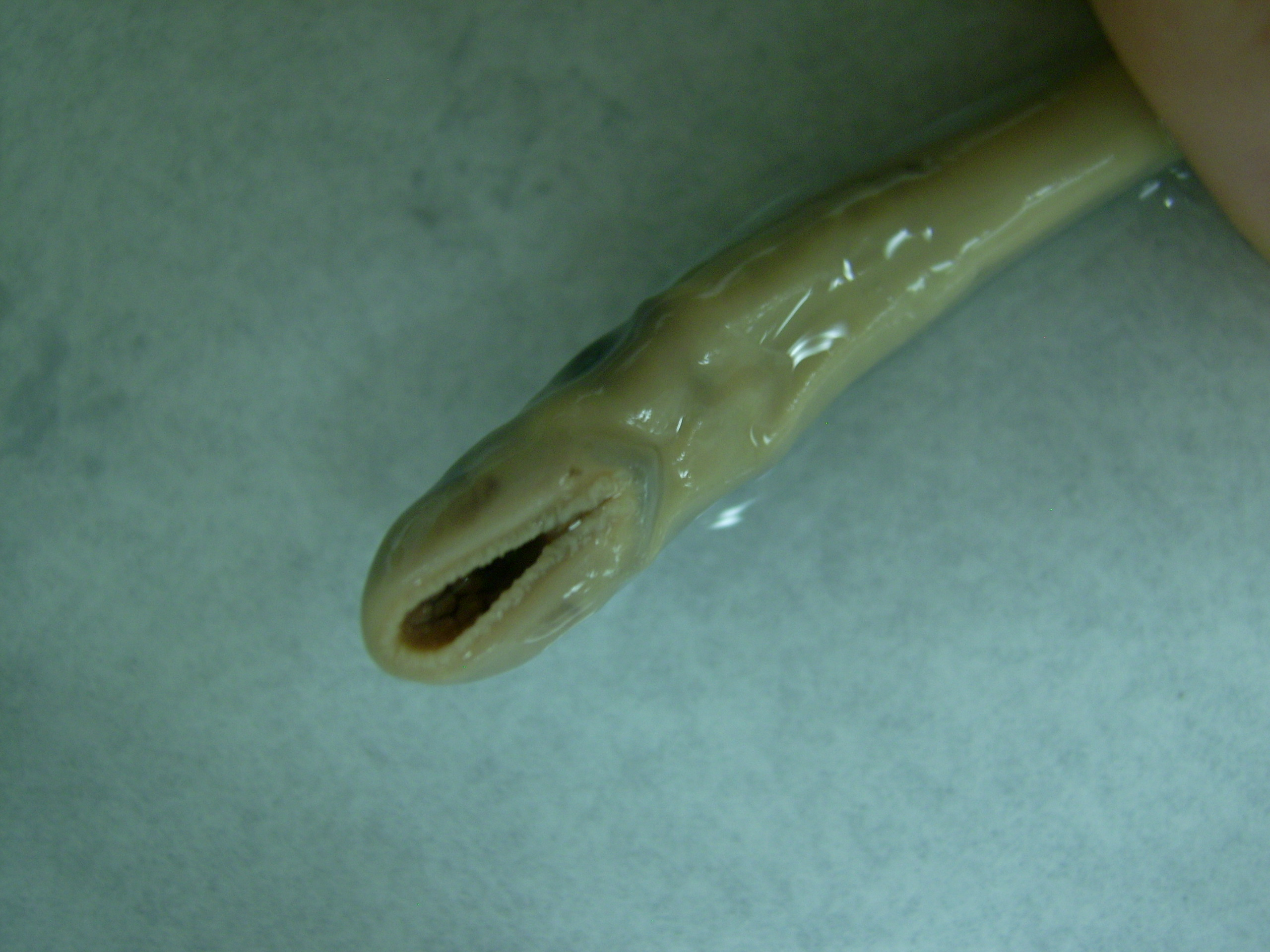
Bouche d'ammocète de Lamproie marine (Petromyzon marinus) à Sault-Sainte-Marie.